# Steinhaus
Steinhaus osztrák község Felső-Ausztria Welsvidéki járásában. 2021 januárjában 2383 lakosa volt. 

## Elhelyezkedése

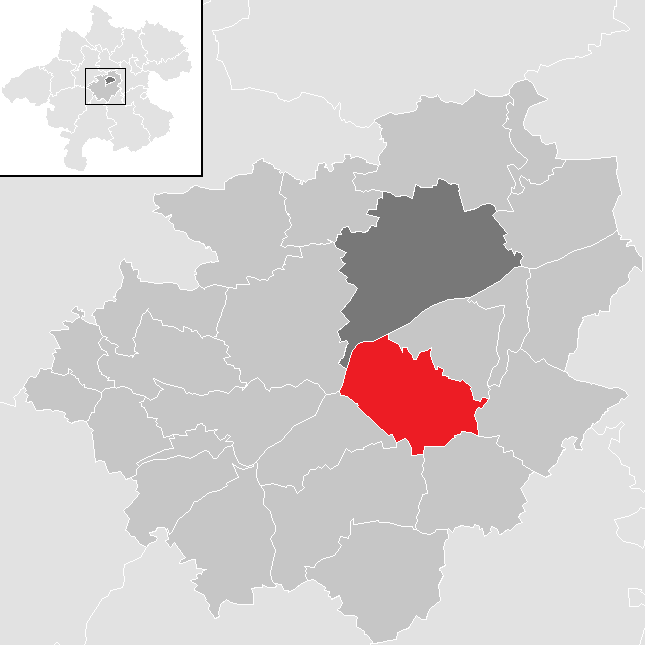
Steinhaus a Welsvidéki járásban

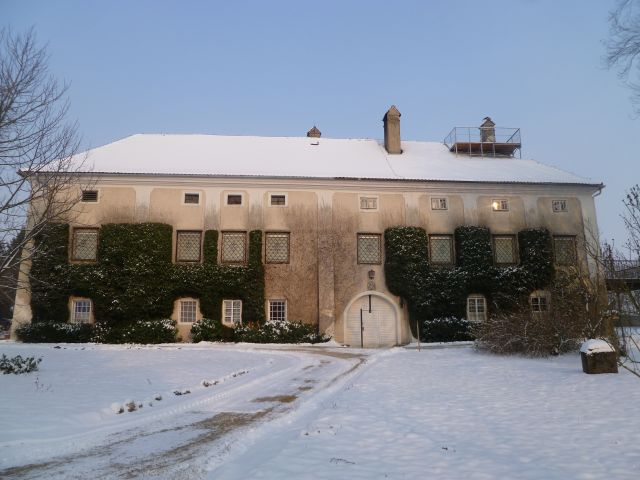
A steinhausi kastély

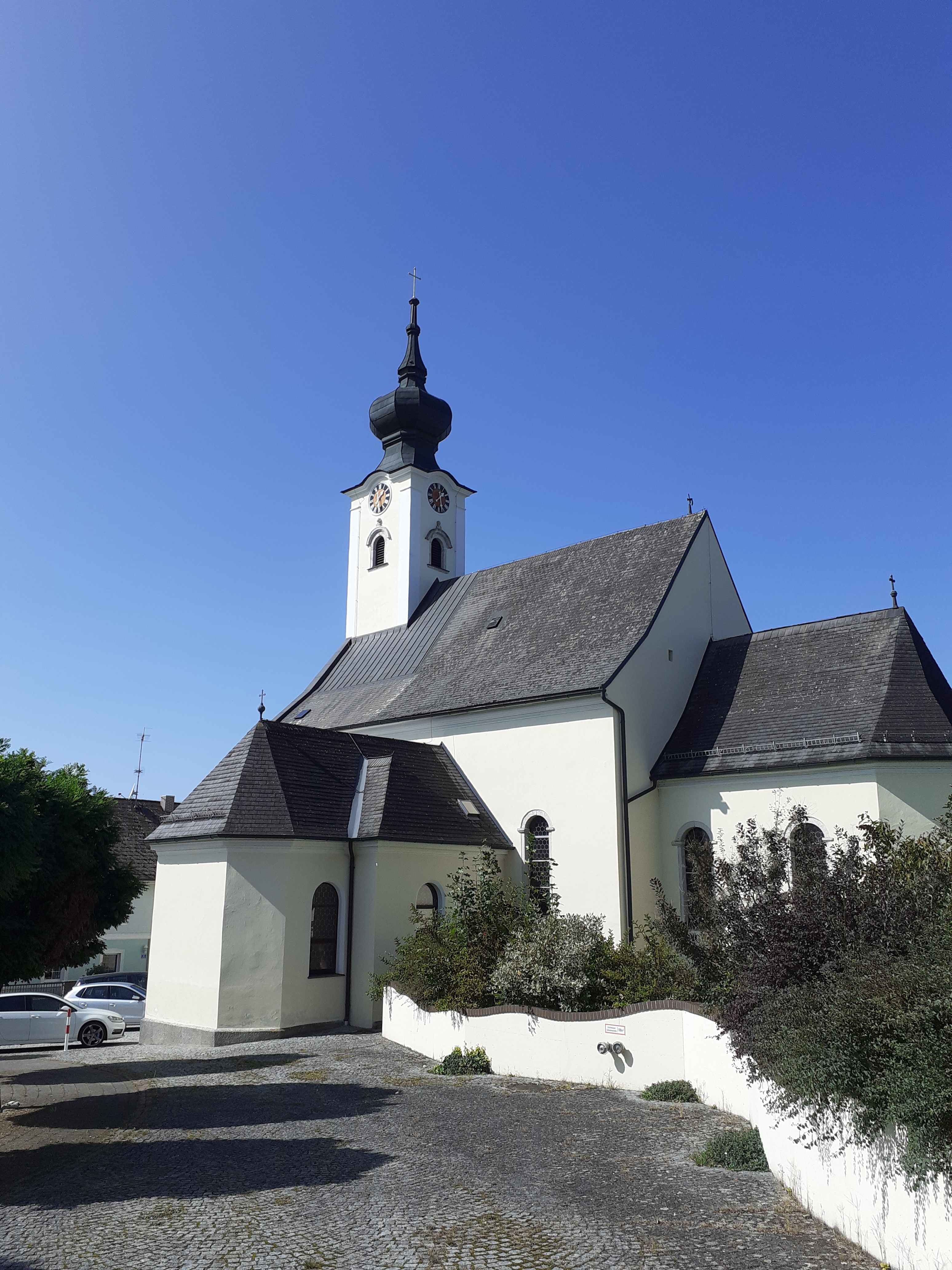
A Szent Apostolok-plébániatemplom

Steinhaus a tartomány Hausruckviertel régiójában fekszik a Traun folyóba ömlő Aiterbach patak mentén. Területének 10,1%-a erdő, 78,4% áll mezőgazdasági művelés alatt. Az önkormányzat 6 települést, illetve településrészt egyesít: Oberhart (123 lakos 2020-ban), Oberschauersberg (351), Steinhaus (720), Taxlberg (186), Traunleiten (336) és Unterhart (161). 
A környező önkormányzatok: északra Wels, északkeletre Thalheim bei Wels, keletre Sipbachzell, délkeletre Sattledt, délnyugatra Steinerkirchen an der Traun és Fischlham, északnyugatra Gunskirchen.

## Története
Steinhaust először egy 1246 körül írt urbáriumban említik, mint egykori római erődítményt. A későbbiekben várrá bővítették ki, melynek birtokosai a Polheim grófok voltak. 1619-ben a falu akkori hűbérura, Gundacker von Polheim protestáns templomot építtetett a vár mellé. 1629-ben II. Ferdinánd császár elrendelte, hogy minden  protestánsnak át kell térnie a katolikus vallásra, ezért a Polheimek eladták birtokukat Weikart Katzianer von Katzensteinnak és Németországba költöztek. 1692-ben Jakob Friedrich von Eyselsberg vásárolta meg a várat és a birtokot. 1713-ban a pestis utoljára pusztított a faluban. A vár 1736-ban leégett és 1766-ban kastélyként, mai formájában építették újjá. 1784-ben, II. József egyházrendeletét követően Steinhaus saját egyházközséget kapott. 
Az 1848-as forradalmat követően felszámolták a feudális birtokokat és megalakultak a községek. Az egyházközségben két önkormányzat, Steinhaus és Oberschauersberg jött létre, de 1875-ben ismét egyesültek. 1893-ban a Wels-Kremsmünster vasút megépítésével a község vasútállomást kapott. 
1938-ban a Német Birodalom annektálta Ausztriát, Steinhaust pedig besorolták az Oberdonau reichsgauba. 1939-ben Sattledt község megszervezésével Steinhaus 7 km2-t vesztett (ennek egy részét 1949-ben visszakapták). 1944 februárjában a szövetségesek bombázták a községet, amelyre 50 bomba hullott, valamint egy lelőtt német repülőgép zuhant a területére. A második világháború végén, 1945. május 5-én az amerikaiak szállták meg a Steinhaust. 

## Lakosság
A steinhausi önkormányzat területén 2020 januárjában 2268 fő élt. A lakosságszám 1971 óta gyarapodó tendenciát mutat. 2018-ban az ittlakók 94,7%-a volt osztrák állampolgár; a külföldiek közül 1,6% a régi (2004 előtti), 2,4% az új EU-tagállamokból érkezett. 2001-ben a lakosok 85,9%-a római katolikusnak, 6,3% evangélikusnak, 6,6% pedig felekezeten kívülinek vallotta magát.  
A népesség változása:

| 2016 | 1 996 |
| 2018 | 2 187 |

## Látnivalók
- a steinhausi kastély
- a Szent apostolok-plébániatemplom
- az oberschauersbergi Szt. Miklós-templom

## Fordítás
- Ez a szócikk részben vagy egészben  a   Steinhaus (Oberösterreich) című német Wikipédia-szócikk ezen változatának fordításán alapul.  Az eredeti cikk szerkesztőit annak laptörténete sorolja fel. Ez a jelzés csupán a megfogalmazás eredetét és a szerzői jogokat jelzi, nem szolgál a cikkben szereplő információk forrásmegjelöléseként.